# Freisinger Altstadt

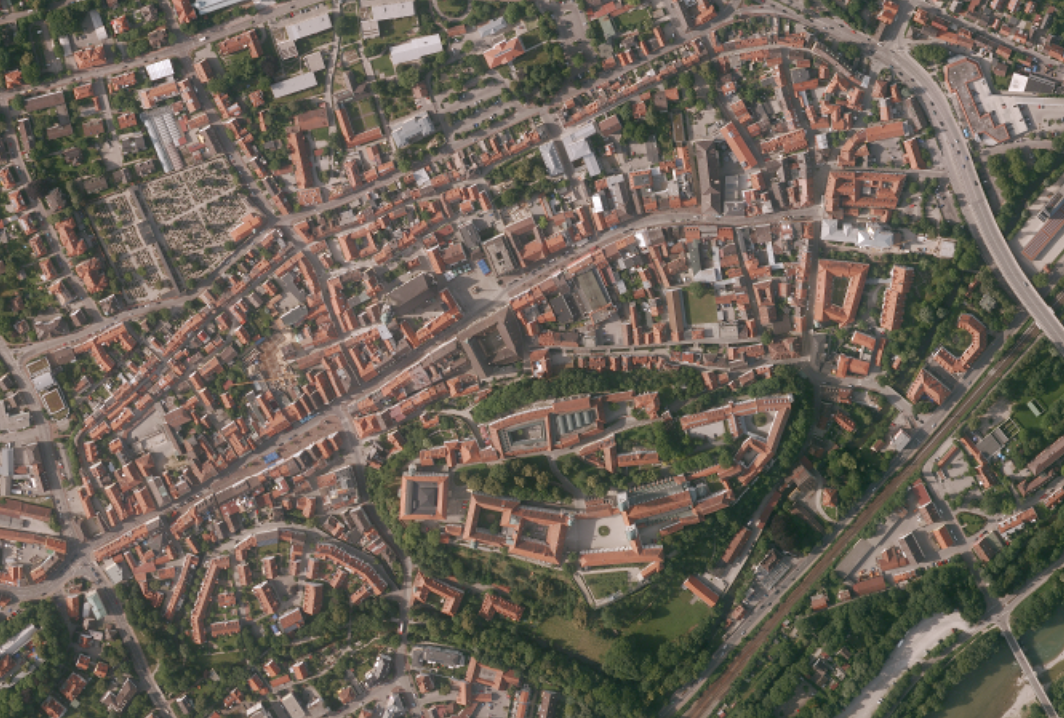
Luftbild der Altstadt und des Dombergs von Freising. Immer noch deutlich zu erkennen ist der Verlauf der Stadtmauer.

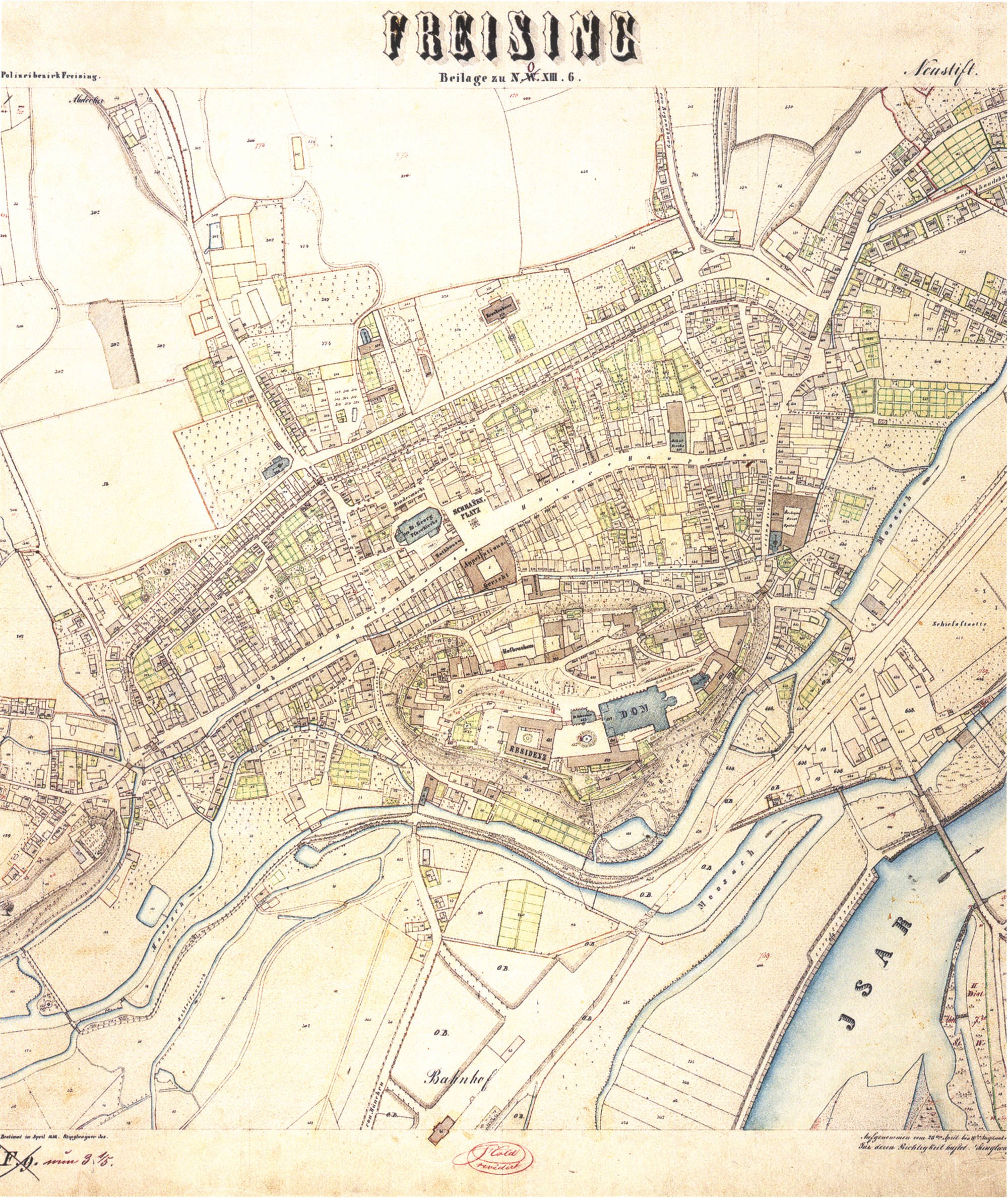
Übersichtskarte von Freising von 1858. Mittig liegt der Domberg, der im Norden und Westen von der Altstadt umgeben ist.

Die Freisinger Altstadt bildet zusammen mit dem Domberg das historische Zentrum von Freising. Sie erstreckt sich in West-Ost-Richtung auf einer Länge von rund 960 Metern, nördlich und westlich des Dombergs. Die Hauptstraße stellt dabei die Hauptverkehrsader dar, die – entsprechend der Fließrichtung von Isar und Bächen – im Westen Obere Hauptstraße und im Osten Untere Hauptstraße heißt. In der Mitte teilt der Marienplatz diese beiden Bereiche.

## Geschichte
Während der Domberg 739 n. Chr. offiziell als Bischofssitz bestätigt wurde, ist im 9. und 10. Jh. nach und nach als suburbium die Bürgerstadt am Fuße des Dombergs entstanden, zuerst der Mitterfreising genannte Bereich rund um die St. Georg-Kirche, später dann auch tiefer gelegene, sumpfige Bereiche. Durch den großen Stadtbrand am Palmsonntag 1159 wurden Domberg und Stadt weitgehend zerstört und anschließend wieder aufgebaut. Dieser Grundriss aus dem Jahre 1159 ist bis heute weitgehend erhalten.
Der Domberg stellte das geistliche, kulturelle und herrschaftliche Zentrum dar. Mit Verleihung von Markt-, Zoll- und Münzrecht an den Freisinger Bischof im Jahre 996 wurde ein regelmäßiger Markt eingerichtet, der bis heute in der Altstadt noch als Wochenmarkt mittwochs und samstags auf dem Marienplatz besteht.
Im späten Mittelalter hatte die Stadt Freising als Bischofssitz die Bezeichnung „fürstbischöfliche Haupt- und Residenzstadt“, bis zur Säkularisation in Bayern 1802/03. Die Altstadt war ursprünglich durch Stadtmauern und die Stadttore begrenzt, welche im 19. Jahrhundert abgebrochen wurden: (im Uhrzeigersinn, von Süden her beginnend, waren dies) „Münchner Tor“ (Bahnhofstr.), „Münchner Thörl“ (Am Wörth), „Veitstor“ (Obere Hauptstraße, 100 m westlich davon war die Pfarrkirche St. Veit, heute Lindenkeller), „Ziegeltor“ (Ziegelgasse), „Murntor“ – auch „Landshuter Tor“ genannt – (General- von-Nagel-Straße) und das „Isartor“ (Heiliggeistgasse). Lediglich der Karlsturm, der Bürgerturm und die beiden Domtore sind als letzter Überrest der alten Freisinger Stadtbefestigung erhalten. 

### Nach dem Zweiten Weltkrieg
Im Zweiten Weltkrieg blieb die Freisinger Altstadt weitgehend verschont. Bei einer Bombardierung durch alliierte Flugzeuge am 18. April 1945 wurde die Gegend um den Bahnhof größtenteils zerstört, in der Altstadt Teile der Bahnhofstraße und Kochbäckergasse. Jedoch kam es nach dem Krieg zu etlichen Gebäudeabbrüchen und Neubauten. Heute sind in der Altstadt fast alle Stilepochen seit dem späten Mittelalter erhalten: Gebäude der Gotik, einige wenige der Renaissance, zahlreiche Barockbauten, sowie Rokoko, Klassizismus und Historismus, einige Neubauten seit den 1950er Jahren. Viele historische Häuser sind jedoch oftmals nicht als solche erkennbar, wurden sie doch immer wieder dem jeweiligen Zeitgeschmack angepasst, beinhalten oftmals im Kern noch Bausubstanz aus dem Mittelalter.
Heute gibt es in der Freisinger Altstadt noch eine Vielzahl an denkmalgeschützten Gebäuden. Das Zentrum besteht aus zahlreichen Geschäftshäusern, öffentlichen Einrichtungen und Ämtern sowie Wohngebäuden. Seit Jahren bemühen sich die Stadt Freising, Vereine und bürgerliches Engagement, den historischen Stadtkern zu erhalten und aufzuwerten.
Siehe: Liste der Baudenkmäler in Freising